# Danois d'Allemagne
La minorité danoise d'Allemagne représente entre 50 000 et 104 000 personnes, vivant dans la moitié nord du Schleswig-Holstein. Elle dispose d'organisations culturelles, d'une Église (rattachée à l'Église du Danemark) et d'écoles spécifiques. La minorité danoise est reconnue officiellement et protégée dans le cadre de l'accord germano-danois de 1955 et de la Convention cadre sur les minorités du Conseil de l'Europe. La Fédération des électeurs du Schleswig du Sud, son parti, est exemptée de la règle des 5 % pour être représentée au parlement régional.